# 소듐 이온 전지
소듐 이온 전지(Sodium-ion battery)는 기존의 리튬 이온 전지를 대체하기 위해 개발중인 2차 전지이다. 나트륨 이온 전지라고도 한다.

## 역사
소듐 이온이 주목받고 있는 이유는 리튬 이온과 비슷한 화학적 성질이 있으면서도 해수에 녹아 있어 지구상의 어느 곳에서나 생산할 수 있다는 장점이 크기 때문이다. 리튬이 지구 지표면에 0.005%만 존재하는 반면 나트륨은 그 500배 이상인 2.6% 존재하기 때문에 40% 저렴하다.
2019년 전기차 생산의 급증으로 리튬 이온 전지 수요가 크게 증가해 희소자원으로 매장량이 적은 리튬 가격이 2015년에 비해 3배 이상 상승했다.
나트륨은 소금의 주성분으로 쉽게 구할 수 있어 주목받고 있지만 배터리로 만들경우 충ㆍ방전 효율이 낮아 이를 극복할 기술 개발이 절실한 상황이다.
2019년 6월, KAIST 신소재공학과 육종민 교수 연구팀은 황화구리를 음극 재료로 사용해 용량과 수명이 늘어난 나트륨 이온전지를 개발했다. 가장 대표적인 음극재인 흑연의 이론 용량 대비 약 17% 높은 최고 436mAh/g의 저장 용량을 가지며, 2천회 이상의 충·방전에도 93% 이상의 저장 용량을 유지하는 것을 확인했다. 어드밴스드 사이언스 6월호에 표지논문으로 게재됐다.

### 시장 전망
글로벌 나트륨 이온 배터리 시장은 2024년 기준으로 약 2억 7,400만 달러 규모로 평가되었으며, 2025년부터 2031년까지 연평균 성장률(CAGR) 88.9%를 기록할 것으로 예상된다. 이에 따라 2031년에는 시장 규모가 약 223억 7,000만 달러에 이를 것으로 전망된다.

## 같이 보기
- 알칼리 금속
- 알칼리 토금속
- 이차 전지